# Iain Mills
Iain Campbell Mills (21 avril 1940 - 16 janvier 1997) est un homme politique du Parti conservateur au Royaume-Uni.

## Biographie
Mills fait ses études en Afrique australe et travaille ensuite comme responsable de la planification du marché pour Dunlop. Il est conseiller au conseil du district de Lichfield de 1974 à 1976.
Il est élu à la Chambre des communes lors des élections générales de 1979 comme député de la circonscription de Meriden et occupe le poste jusqu'à sa mort peu de temps avant les élections générales de 1997. Son successeur est Caroline Spelman.
La mort de Mills à la suite d'un empoisonnement à l'alcool à Dolphin Square, à Londres, fait perdre au gouvernement de John Major sa majorité parlementaire. Ceci, avec l' élection partielle de Wirral Sud tenue un mois plus tard, conduit Major à annoncer les élections générales de 1997 moins de 4 mois plus tard.